# Harry Luckenbach (schip, 1919)
De Harry Luckenbach was een Amerikaans stoomvrachtschip van 6.366 ton, dat in de Tweede Wereldoorlog door een Duitse onderzeeboot tot zinken is gebracht.

## Na de Eerste Wereldoorlog
Ze werd begin 1919 gebouwd op de scheepswerf van Sun Shipbuilding & Drydock Co. Chester, Pennsylvania. De eigenaar was Luckenbach Steamship Co., New York, met aldaar haar thuishaven.
Ze werd te water gelaten als vrachtvaarder met de naam Sol Navis voor de U.S. Shipping Board (USSB), die in juli 1919 als troepentransportschip USS Sol Navis (ID-4031-A) werd voltooid en die voor repatriëring van de U.S. troepen werd gebruikt vanuit Europa, die daar gestreden hadden tijdens de Eerste Wereldoorlog. In oktober 1919 keerde de USSB terug en mogelijk werd ze verder gebruikt voor scheepsvervoer voor het Amerikaans Leger. In 1920 werd ze herdoopt tot Harry Luckenbach voor Luckenbach Steamship Co., New York.

## Tweede Wereldoorlog
Ze vertrok met een 80-koppige bemanning vanuit New York, op 8 maart 1943 naar Groot-Brittannië, samen met konvooi HX-229. Haar vracht bestond uit 8.381 ton algemene lading.
Tussen 03.37 uur en 03.41 uur op 17 maart 1943 lanceerde de U-91, onder bevel van Heinz Walkerling, vijf torpedo's naar het grote konvooi HX-229, op ongeveer 400 zeemijlen, ten oostzuidoosten van Kaap Vaarwel en namen ontploffingen waar op twee schepen, maar in feite werd slechts alleen de Harry Luckenbach getroffen en tot zinken gebracht in positie 50°38’ N. en 34°46’ W.  
De Harry Luckenbach, met kapitein Ralph McKinnon als gezagvoerder, werd toegewezen aan konvooicolonnepost 111, zodat het vrachtschip aan stuurboordzijde blootgesteld voer aan de open zeezijde geheel vooraan, en aan bakboordzijde geflankeerd werd door andere konvooischepen. Kapitein McKinnon werd zenuwachtig en had al een bang voorgevoel, zodat hij op eigen houtje een zigzagkoers uitvoerde, maar de konvooileiding gaf opdracht om het schip naar zijn konvooipost terug te laten keren.

### Haar ondergang
Het onvermijdelijke gebeurde toch toen het vrachtschip werd getroffen door twee torpedo's aan stuurboordzijde midscheeps in de machineruimten. Deze fatale torpedotreffers lieten het schip binnen 3 minuten zinken, wat nog eens werd versterkt door de ruwe zeegang. Nochtans, negen officieren, 45 bemanningsleden en 26 artilleristen (het schip werd bewapend met één 4-inch, één 3-inch en acht 20-mm kanonnen) verlieten het zinkende schip in drie reddingsboten. Ze werden het eerst door HMS Beverley (H 64) (LtCdr. R.A Price, RN) en HMS Volenteer (D 71) (LtCdr. G.J. Luther, RN) opgemerkt, maar werden echter niet opgepikt of gered. HMS Anemone (K 48) (LtCdr. P.G.A. King RNR) werd bevolen om de reddingsboten op te sporen, nadat HMS Pennywort (K 111) (Lt. O.G. Stuart RCNVR) al bij hen aangekomen was en de schipbreukelingen ook niet kon oppikken, omdat zij al 108 overlevenden aan boord hadden van andere getroffen zeeschepen.

### Niet gered
Maar het andere korvet was niet in staat om de plaats te vinden waar de  drie reddingsboten zich bevonden of zelfs hun positie te bepalen, en het was niet mogelijk dat de reddingsboten ook gezien werden door HMS Abelia (K 184) (T/A/LtCdr. F. Ardern, RNR), die op haar manier vanuit St. John's, zich bij het konvooi had aangesloten. Niemand van alle 80 bemanningsleden van de Harry Luckenbach werd opnieuw teruggezien of nog iets van hen waargenomen. Men ging ervan uit dat de reddingsboten omgeslagen waren en dat de 80 opvarenden van de Harry Luckenbach allemaal verdronken waren in de toen onstuimige zee.